# 大洋泰山庙
35°11′40″N 111°16′15″E / 35.19444°N 111.27083°E
大洋泰山庙位于中国山西省夏县瑶峰镇大洋村，2006年被列为第六批全国重点文物保护单位。
大洋泰山庙始建年代不详，现存大殿一座，建于元大德八年（1304年）。大殿坐北朝南，面阔五间，进深二间，悬山顶，前檐设廊，檐下仅有檐柱两根，故外观为面阔三间。檐下斗栱为五铺作单抄单下昂，梁架结构为四椽栿对前乳栿用三柱。